# KFC Poppel
KFC Poppel is een Belgische voetbalclub uit Poppel. De club is aangesloten bij de KBVB met stamnummer 6537 en heeft blauw en geel als clubkleuren.

## Geschiedenis
In 1945 speelde in Poppel al een voetbalclub, Poppelia VV, maar deze verdween na twee seizoenen. In 1962 werd een nieuwe club opgericht, FC Poppel, dat zich bij de Belgische Voetbalbond aansloot onder stamnummer 6537. De club ging er spelen in de provinciale reeksen. 
Sinds het seizoen 1963/64 speelde Poppel hoofdzakelijk in Tweede of Derde Provinciale. In 1995 promoveerde men naar Eerste Provinciale, maar het verblijf op het hoogste provinciale niveau duurde slechts een seizoen.
In 2009 zakte de club naar Derde Provinciale, maar na twee opeenvolgende promotie bereikte men in 2011 voor een tweede keer Eerste Provinciale. In 2012 werd de club bij haar 50-jarig bestaan koninklijk en werd de clubnaam KFC Poppel.